# Österreichische Zisterzienserkongregation

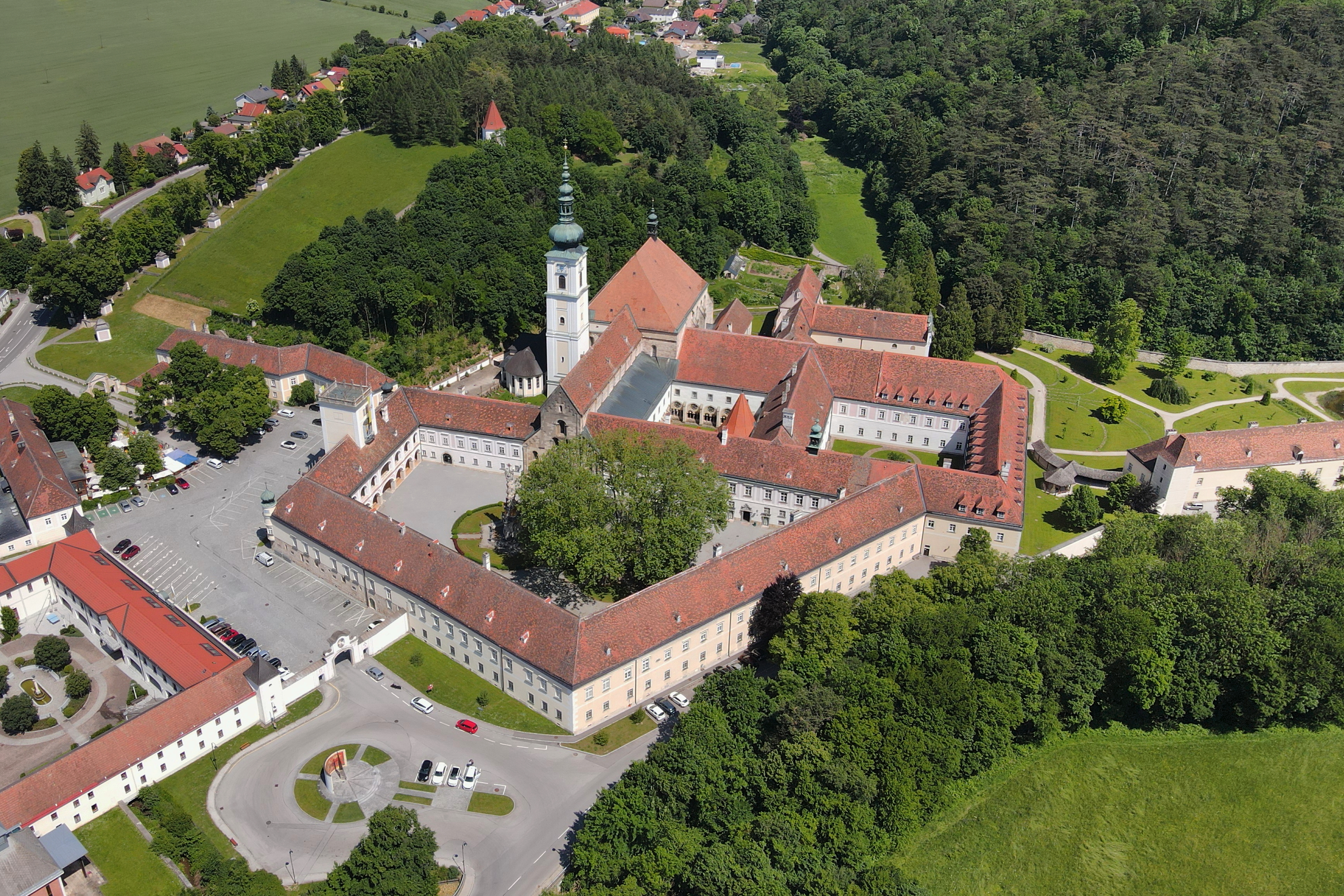
Stift Heiligenkreuz

Die Österreichische Zisterzienserkongregation (lat. Congregatio Austriaca) ist ein Bund von Zisterzienserklöstern in Österreich, Deutschland und der Tschechischen Republik, der sich, in anderer Form, im 17. Jahrhundert gründete. Derzeitiger Abtpräses der Österreichischen Zisterzienserkongregation ist der Abt des Stiftes Heiligenkreuz, Maximilian Heim.

## Geschichte
Die Zisterzienserstifte in Nieder- und Oberösterreich, Steiermark, Kärnten und Karnien schlossen sich im 17. Jahrhundert zum Vikariat Österreich zusammen, das vom Ordenskapitel gegründet wurde. Die Statuten der Kongregation wurden 1731 ausgearbeitet.
1859 wurden durch Kardinal Schwarzenberg das Kloster Zirc, Kloster Osek, Kloster Vyšší Brod, die österreichischen Zisterzienserabteien, Kloster Mogila und Kloster Szczyrzyc zu einer Kongregation zusammengefasst.
Nach dem Ersten Weltkrieg und der darauffolgenden Auflösung Österreich-Ungarns teilte sich die ehemalige österreich-ungarische Zisterzienserkongregation in drei Teile: die Österreichische Kongregation, die Zircer Kongregation und die Böhmische Kongregation.
Nach mehreren Umstrukturierungen und Umbenennungen erhielt die Kongregation am 17. Februar 1971 den heutigen Namen.

## Mitglieder
In Österreich:
- Stift Rein
- Stift Heiligenkreuz
  - Stift Neukloster
  - Kloster Stiepel (Filialgründung in Deutschland)
  - Kloster Maria Friedenshort (Filialgründung in Deutschland)

- Stift Zwettl
- Stift Wilhering
- Stift Lilienfeld
- Stift Schlierbach

In Böhmen:
- Kloster Vyšší Brod (dt.: Hohenfurth)

## Liste der Präsides
- Gregor Pöck, 1915–1945, Abt von Heiligenkreuz, Generalvikar der Kongregation
- Karl Braunstorfer, 1945–1969, Abt von Heiligenkreuz, Abtpräses, derzeitiges Seligsprechungsverfahren[3]
- Franz Gaumannmüller, 1969–1973, Abt von Heiligenkreuz
- Ferdinand Gießauf, 1973–1979, Abt von Zwettl
- Dominik Nimmervoll, 1979–1991, Abt von Wilhering
- Gerhard Hradil, 1991–1997, Abt von Heiligenkreuz
- Gottfried Hemmelmayr, 1997–2003, Abt von Wilhering
- Gregor Henckel-Donnersmarck, 2003–2007, Abt von Heiligenkreuz
- Wolfgang Wiedermann, 2007–2016, Abt von Zwettl
- Maximilian Heim, 2016–2025, Abt von Heiligenkreuz